# Pratão Futebol Clube
Pratão Futebol Clube foi uma agremiação esportiva brasileira, sediada em Brasília, no Distrito Federal.

## História
Fundado em 13 de maio de 1975, o clube disputava o Departamento Autônomo da Federação Desportiva de Brasília,

## Estatísticas

### Participações
| Competição                | Competição            | Temporadas | Melhor campanha | Estreia | Última | P | R |
| Distrito Federal (Brasil) | Departamento Autônomo | 1          | Campeão (1983)  | 1983    | 1983   | – | – |